# Iris staintonii
Iris staintonii là một loài thực vật có hoa trong họ Diên vĩ. Loài này được H.Hara miêu tả khoa học đầu tiên năm 1974.